# Abora
Abora est le nom d'une ville antique, de la province romaine d'Afrique, de nos jours au nord de la Tunisie.
L'emplacement avec le siège du diocèse — qui n'est pas exactement localisé — a été attribué à la province ecclésiastique de Carthage.